# Kamendaka velata
Kamendaka velata är en insektsart som beskrevs av Van Stalle 1984. Kamendaka velata ingår i släktet Kamendaka och familjen Derbidae. Inga underarter finns listade i Catalogue of Life.